# Apostolske velsignelse
Den apostolske velsignelse (der også ses benævnt den apostoliske velsignelse) er betegnelsen for den velsignelse, som ved gudstjenester i den danske folkekirke afslutter præstens tjeneste på prædikestolen.
Velsignelsen stammer fra Bibelens nye testamente, nemlig fra Paulus' Andet Brev til Korintherne, kapitel 13, vers 13 og lyder:
Herren Jesu Kristi nåde og Guds kærlighed og Helligåndens fællesskab være med os alle.
Paulus afslutter alle sine breve med formlen: Vor Herre Jesu Kristi nåde være med jer!, men kun  i andet brev til korintherne er den udvidet til den treleddede størrelse, som udgør velsignelsen.

## Apostolsk velsignelse i den katolske kirke
I den romersk-katolske kirke har den apostolske velsignelse (Benedictio Apostolica seu Papalis) en særlig udformning og betydning og kaldes Urbi et Orbi. Den bruges
- af paven i forbindelse med en fuldstændig syndsforladelse for de troende. Den benyttes i pavens velsignelse  ved jul og påske og ved en nyvalgt paves første fremtræden.
- af den ledende biskop i et stift (eller anden ledende gejstlig), men højst tre gange om året.
- af en præst kun ved en troendes dødsleje.

Fra 1967 har det været tilladt at modtage velsignelsen over radio, fra 1985 tillige over fjernsyn og fra 1995 endvidere over internettet.